# Línea de alta velocidad Sud Europa Atlántico
La línea de alta velocidad Sud Europa Atlántico (SEA), en francés y oficialmente LGV Sud Europe Atlantique. también conocida como LGV Sud-Ouest (LAV Sudoeste), es una línea de alta velocidad francesa, una extensión de la LGV Atlantique que discurre entre las ciudades de Tours y Burdeos. Fue inaugurada el 1 de julio de 2017 y entró en servicio al día siguiente.

## Objetivo

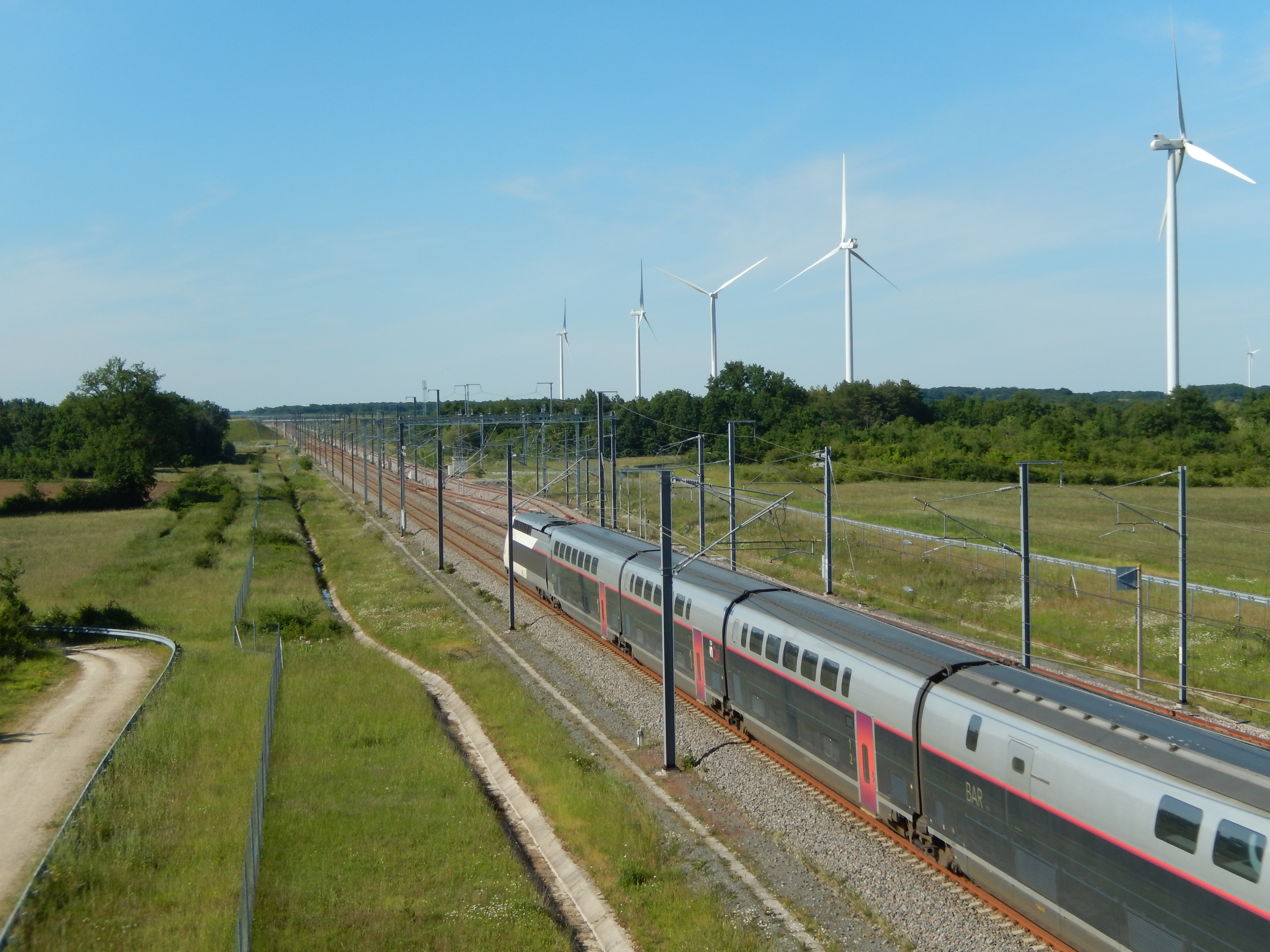
Un tren TGV en la Línea de alta velocidad Sud Europa Atlántico, cerca de Pliboux en 2020.

El objetivo principal de la construcción de la LGV SEA era llevar el servicio de alta velocidad ferroviaria hacia el suroeste de Francia y conectar las regiones de Poitou-Charentes, Aquitania y Midi-Pyrénées con el servicio ferroviario de alta velocidad del norte de Europa que conecta París con Londres, Bruselas y Ámsterdam entre otras capitales.
El viaje entre París y Burdeos toma aproximadamente dos horas y cinco-diez minutos, con una velocidad máxima de 300 km/h. Asimismo se mejorarán los enlaces interurbanos entre Tours, Poitiers, Angulema y Burdeos y en general el suroeste del Francia estará mejor conectado a otras partes del país y del resto de Europa.
La línea también soluciona parte de los problemas derivados de la congestión en la línea ferroviaria existente. La línea clásica es compartida por trenes TGV (que alcanzan velocidades de hasta 220 km/h), trenes de mercancías y trenes regionales TER que circulan a distintas velocidades, imposibilitando el uso eficiente de la infraestructura.
La creación de vías dedicadas para los trenes de alta velocidad permite que la línea existente sea utilizada por una mayor cantidad de trenes de mercancías y TER. Se crearán nuevos servicios regionales TER y se espera que el aumento de los trenes de mercancías disminuya el tráfico de camiones en las carreteras cercanas.

## Características
- La construcción de la línea se realizó en dos etapas:
  - Tours-Angulema (182 km de LAV y 32 km de conexión a la línea existente).
  - Angulema-Burdeos (121 km de LAV y 7 km de conexión a la línea existente).
- La LAV evita Libourne a través de un bypass, acortando la distancia en comparación a la línea clásica.
- No está prevista la construcción de nuevas estaciones entre Saint-Pierre-des-Corps y Burdeos. Los servicios a Poitiers y Angulema se efectuarán a través de las líneas de interconexión utilizando las estaciones actuales (situadas sobre la línea clásica).
- Hacia el sur se conectará con la futura Línea de alta velocidad Burdeos-Frontera española.

## Historia

### Fase uno (Angulema-Burdeos)
- 2001 - 2003: Estudios y redacción del proyecto.
- 3 de febrero de 2005 - 16 de marzo de 2005: Consulta pública.
- 20 de julio de 2006: Declaración de utilidad pública.[2]
- Principios de 2012: Inicio de los trabajos.
- 2017: Puesta en servicio de la línea el 2 de julio.

### Fase dos (Tours-Angulema)
- 2004 - 2006: Estudios y redacción del proyecto.
- 16 de abril de 2007: Aprobación del pre-proyecto por el Medad.[3]
- 25 de octubre de 2007 - 19 de diciembre de 2007: Consulta pública.
- Primavera de 2009: Declaración de utilidad pública.[4]
- Principios de 2012: Inicio de los trabajos.
- 2017: Puesta en servicio de la línea el 2 de julio.